# Боривој Довниковић
Боривој Довниковић Бордо (Осијек, 12. децембар 1930 — Загреб, 8. фебруар 2022) био је филмски редитељ, аниматор, стрипар, карикатурист, илустратор и графички дизајнер српског поријекла. Живио је у Загребу.

## Биографија
Боривој Довниковић рођен је 12. децембра 1930. године у Осијеку. Други свјетски рат је провео са породицом у избјеглиштву у Београду, јер је његов родни крај био дио Независне државе Хрватске у којој је вођена геноцидна политика истребљења српског становништва.
Одлази у Загреб 1949. године гдје уписује Академију ликовних умјетности, те почиње радити као илустратор и карикатуриста у новинама. Напушта академију 1950. и одлази у загребачку редакцију листа Керемпух.
С групом карикатуриста које је водио Валтер Нојгебауер, Довниковић започиње израду првог југословенског умјетничког и сатиричног анимираног филма "Велики митинг". Нешто касније постаје суоснивач "Дуга филма", твртке специјализоване за производњу анимираног филма. Анимирао је на филмовима браће Нојгебауер, између осталог и "Велики митинг".
Након што је одслужио војни рок 1957. придружује се Вукотићу, Кристлу, Костелцу, Гргићу, Нојгебауерима, Марксу, Боуреку и другима у тадашњем Загреб филму. 1961. године почиње радити на свом ауторском филму "Луткица", на којем је већином све сам осмислио и анимирао. Од тада све до 2022. потписује бројне награђиване ауторске филмове. Књигу "Школа цртаног филма" објавио је 1983. године.
Од самог почетка је био у организацији Анимафеста, био је предсједник програмског одбора, а у раздобљу од 1985. до 1991. фестивалски директор. Од 1977. до 1982. је члан извршног одбора АСИФА-е, међународног удружења анимираног филма.

### Награде
Међу бројним наградама добио је награду за животно дјело на подручју анимације у Тревизу (Италија), награду поводом стогодишњице свјетске кинематографије у Бирмингему (Алабама, САД), награду фестивала Балканима у Београду. Изабран је за гостујућег професора и савјетника за развој анимираног филма у кинеској покрајини Јилин, на Свеучилишту умјетности у Чангчуну (Кина), 2006. године. Ретроспективе су му одржали градови Париз (Cinematheque Francaise), Лука, Москва, Јереван, Варна, Барселона, Праг, Братислава, Тампера, Отава, Монтреал (Cinematheque quebecoise), Кијев, Њујорк (Museum of Modern Art)...
Скупштина Града Загреба именовала је 2024. године парк у градској четврти Трешњевка - север по Боривоју Довниковићу.

### Филмографија
- СЛУЧАЈ КОКОШКЕ КОЈА НИЈЕ МОГЛА СНИЈЕТИ ЈАЈЕ (СЕРИЈА СЛУЧАЈЕВА), 1960, аниматор
- ЛУТКИЦА, 1961, режија, сценариј, аниматор
- СЛУЧАЈ ОПАКОГ МИША (СЕРИЈА СЛУЧАЈЕВА), 1961, режија
- СВЕ О НАФТИ, 1961, аниматор
- ОТЕТИ КОЊ (СЕРИЈА: ИНСПЕКТОР МАСКА ), 1962, аниматор
- АСТРОМАТИ, 1963, аниматор
- ОЛЕ ТОРЕРО (СЕРИЈА: ИНСПЕКТОР МАСКА), 1963, режија, аниматор
- БЕЗ НАСЛОВА, 1964, режија, сценариј, аниматор
- ЦЕРЕМОНИЈА, 1965, режија, сценариј, аниматор
- КОСТИМИРАНИ RANDEZ-VOUS, 1965, режија, аниматор, сценариј
- МУЗИКАЛНО ПРАСЕ, 1965, сценариј
- ЗНАТИЖЕЉА, 1966, режија, аниматор, сценариј
- ЧОВЈЕК И ЊЕГОВ СВИЈЕТ, 1967, режија, сценариј, аниматор
- ИЗУМИТЕЉ ЦИПЕЛА ПРОФ. БАЛТАЗАР, СЕРИЈА 1, 1967, сценариј
- КРЕК, 1967, режија, сценариј, аниматор
- ЧУДНА ПТИЦА, 1969, режија, сценариј
- ОРАТОР (МИНИ), 1969, сценариј, режија
- ЛИБЕРАТОР (МИНИ), 1971, режија, сценариј, аниматор
- ЉУБИТЕЉИ ЦВИЈЕЋА, 1971, режија, сценариј, аниматор
- МАНЕВРИ, 1971, режија, сценариј
- ШПИЦА АНИМАФЕСТ ЗАГРЕБ 1972, 1972, режија, сценариј
- ПУТНИК ДРУГОГ РАЗРЕДА, 1973, режија, сценариј, аниматор
- Н. Н., 1977, режија, сценариј, аниматор
- ШКОЛА ХОДАЊА, 1978, режија, сценариј, аниматор
- ДАНИ КУЛТУРЕ (ШПИЦА), 1980, режија, сценариј
- БИЈЕЛА ПРИЧА, 1981, режија, сценариј, аниматор
- ДВА МИША, 1981, режија, сценариј, аниматор
- ТВРДОГЛАВО МАЧЕ, 1981, режија, сценариј, аниматор
- ЈЕДАН ДАН ЖИВОТА, 1982, режија, сценариј, аниматор
- ДВА ЖИВОТА, 1988, режија, сценариј, аниматор
- УЗБУДЉИВА ЉУБАВНА ПРИЧА, 1989, режија, сценариј, аниматор
- СПАС У ЗАДЊИ ЧАС, 1995, режија, сценариј, аниматор
- ЛЕВИТА - ПИНО ( СПОТ ), 1996, режија, сценариј
- ШПИЦА : АНИМАФЕСТ ЗАГРЕБ 2004, 2004, режија, сценариј
- ТИШИНА, 2009, режија, сценариј, аниматор

## Признања (секција под израдом)
- Звање Витез од духа и хумора (Гашин сабор, 2018), додељују Центар за уметност стрипа Београд при Удружењу стрипских уметника Србије и Дечји културни центар Београд[3]